# Odontocolon stejnegeri
Odontocolon stejnegeri är en stekelart som först beskrevs av Joseph Augustine Cushman 1924.  Odontocolon stejnegeri ingår i släktet Odontocolon och familjen brokparasitsteklar. Inga underarter finns listade i Catalogue of Life.